# Frea johannae
Frea johannae är en skalbaggsart. Frea johannae ingår i släktet Frea och familjen långhorningar.

## Underarter
Arten delas in i följande underarter:
- F. j. johannae
- F. j. moheliana